# Heaven knows I'm miserable now
Heaven knows I'm miserable now is een single van de Britse alternatieve rockgroep The Smiths. De single werd uitgebracht op 21 mei 1984 en verscheen later dat jaar op het verzamelalbum Hatful of hollow. Heaven knows I'm miserable now bereikte de 8e plaats op de UK Singles Chart; samen met Sheila take a bow uit 1987 hun hoogst genoteerde hit gedurende het bestaan van de groep

## Achtergrond
In december 1983 reisden The Smiths voor het eerst naar Amerika voor een nieuwjaarsoptreden in New York. Naast hun gezamenlijke jetlag leed drummer Mike Joyce aan de waterpokken en viel zanger Morrissey tijdens het openingsnummer van het podium af. Om hun tegenslagen te verwerken schreven Morrissey en gitarist Johnny Marr op nieuwjaarsdag Heaven knows I'm miserable now op hun hotelkamer van het Iroquois Hotel in New York. De titel is een woordspeling op het lied Heaven knows I'm missing him now van Sandie Shaw uit 1969.
De opname van de single was de eerste met geluidstechnicus Stephen Street, die daarop werd aangenomen als vaste geluidstechnicus van de groep.

## Nummers
| Nr. | Titel                          | Duur |
| --- | ------------------------------ | ---- |
| 1.  | Heaven knows i'm miserable now | 3:34 |
| 2.  | Suffer little children         | 5:27 |

| Nr. | Titel                          | Duur |
| --- | ------------------------------ | ---- |
| 1.  | Heaven knows i'm miserable now | 3:34 |
| 2.  | Suffer little children         | 5:31 |
| 3.  | Girl afraid                    | 2:46 |

## Bezetting
- Morrissey - zang
- Johnny Marr - gitaar
- Andy Rourke - basgitaar
- Mike Joyce - drumstel

## NPO Radio 2 Top 2000
| Nummer met noteringen in de NPO Radio 2 Top 2000 | '23  | '24  |
| ------------------------------------------------ | ---- | ---- |
| Heaven Knows I'm Miserable Now                   | 1792 | 1456 |

1. ↑  Een vetgedrukt getal geeft de hoogste notering aan.
2. ↑  2023 was het eerste jaar met een notering voor dit nummer.